# Murat Boz
Murat Boz es un cantante turco de pop que nació el 7 de marzo de 1980 en el pueblo de Karadeniz Eregli, provincia de Zonguldak, Turquía en la región del mar negro. Fue a la escuela primaria y secundaria en Zonguldak. Luego entre 1995 y 1996 asistió a una preparatoria orientada en artes en Estambul. En ese momento empezó su carrera musical en varios salones de música como vocalista. 

## Carrera
En 1998 se convirtió en el primer finalista masculino como vocalista en un concurso para estudiantes de secundaria organizado por Milliyet (periódico nacional de Turquía). En 1999 se graduó la Universidad Bilgi Jazz. Continuó su educación en la Universidad Técnica Turca de Música Clásica de Estambul del conservatorio desde 2003. Antes de llegar en lo alto de las listas de popularidad era vocalista de Tarkan, del cual él dice que ha aprendido mucho (en particular de su música, baile y atuendo). La prensa considera que Murat es el heredero del trono de la megaestrella de Turquía, Tarkan. Además, fue elegido por Shakira como uno de sus voces auxiliares en Turquía durante su Tour. Su primer álbum se titula "Aşkı Bulamam Ben", y salió a la venta en el 2006 en Turquía. Obtuvo la fama con su primer sencillo llamado Aski bulamam ben/I can't find love(2006). Su segundo álbum se llama "Maximum", salió a la venta en 2007 y se encuentra con gran éxito en varios países de Europa principalmente gracias a su tema "Püf". Su tercer disco fue editado bajo el nombre de "Şans" (Suerte). Desde 2014 hizo sus primeras incursiones en la actuación.

## Discografía

### Álbumes
Álbumes en estudio
- Maximum (2007)
- Şans (2009)
- Asklarim Büyük Benden (2011)
- Janti (2016)

Álbumes de remezclas
- Dance Mix (2012)

### Sencillos
- 2006: "Aşkı Bulamam Ben"
- 2007: "Maximum"
- 2007: "Püf"
- 2008: "Uçurum"
- 2008: "Ben Aslında"
- 2009: "Para Yok"
- 2009: "Özledim"
- 2009: "Her Şeyi Yak"
- 2009: "Sallana Sallana"
- 2009: "Gümbür Gümbür"
- 2010: "İki Medeni İnsan" (con Soner Sarıkabadayı)
- 2010: "Buralardan Giderim"
- 2010: "Hayat Sana Güzel"
- 2011: "Aşklarım Büyük Benden"
- 2011: "Hayat Öpücüğü"
- 2011: "Geri Dönüş Olsa"
- 2011: "Kalamam Arkadaş"
- 2012: "Bulmaca"
- 2012: "Soyadımsın"
- 2013: "Vazgeçmem"
- 2014: "İltimas" (con Gülşen)
- 2016: "Janti"
- 2016: "Adını Bilen Yazsın"

## Filmografía
- Hadi İnşallah (2014)
- Kardeşim Benim (2016)
- Dönerse Senindir (2016)
- Firildak Ailesi [como actor de voz] (2017)